# Vuelta a Murcia 2012
La Vuelta a Murcia 2012, trentaduesima edizione della corsa valevole come prova del circuito UCI Europe Tour 2012 categoria 2.1, si svolse in due tappe dal 3 al 4 marzo 2012 per un percorso totale di 210,5 km con partenza da Balneario de Archena e arrivo a Murcia. Fu vinta dal colombiano Nairo Quintana, del Movistar Team, che si impose in 5 ore 6 minuti e 10 secondi, alla media di 41,26 km/h.
Al traguardo di Murcia 124 ciclisti completarono la vuelta.

## Tappe
| Tappa  | Data    | Percorso                             | km    | Vincitore di tappa | Leader cl. generale |
| ------ | ------- | ------------------------------------ | ----- | ------------------ | ------------------- |
| 1ª     | 3 marzo | Balneario de Archena > Sierra Espuña | 198,2 | Nairo Quintana     | Nairo Quintana      |
| 2ª     | 4 marzo | Murcia (Cron. individuale)           | 12,3  | Aleksandr Serov    | Nairo Quintana      |
| Totale | Totale  | Totale                               | 210,5 |                    |                     |

## Squadre e corridori partecipanti
| N.    | Cod. | Squadra                      |
| ----- | ---- | ---------------------------- |
| 1-7   | RAB  | Rabobank Cycling Team        |
| 11-17 | EUS  | Euskaltel-Euskadi            |
| 21-27 | MOV  | Movistar Team                |
| 31-37 | VCD  | Vacansoleil-DCM              |
| 41-47 | ACG  | Andalucía                    |
| 51-57 | CJR  | Caja Rural                   |
| 61-67 | PRO  | Project 1T4I                 |
| 71-77 | RVL  | RusVelo                      |
| 81-86 | APP  | Team NetApp                  |
| 91-97 | TSV  | Topsport Vlaanderen-Mercator |

| N.      | Cod. | Squadra                   |
| ------- | ---- | ------------------------- |
| 101-107 | BUR  | Burgos BH-Castilla y Leon |
| 111-117 | ORB  | Orbea Continental         |
| 121-127 | PRT  | Carmim-Prio               |
| 131-137 | CCC  | CCC Polsat Polkowice      |
| 141-147 | EDR  | Endura Racing             |
| 151-157 | TKT  | Gios Deyser-Leon Kastro   |
| 161-167 | NSP  | NSP-Ghost                 |
| 171-177 | ESP  | Spagna                    |
| 181-187 | LOK  | Lokosphinx                |

## Dettagli delle tappe

### 1ª tappa
- 3 marzo: Balneario de Archena > Sierra Espuña – 198,2 km

Risultati
| Pos. | Corridore              | Squadra       | Tempo    |
| ---- | ---------------------- | ------------- | -------- |
| 1    | Nairo Quintana         | Movistar Team | 4h51'52" |
| 2    | Wout Poels             | Vacansoleil   | a 14"    |
| 3    | Jonathan Tiernan-Locke | Endura Racing | a 16"    |

| Pos. | Corridore              | Squadra       | Tempo    |
| ---- | ---------------------- | ------------- | -------- |
| 1    | Nairo Quintana         | Movistar Team | 4h51'52" |
| 2    | Wout Poels             | Vacansoleil   | a 14"    |
| 3    | Jonathan Tiernan-Locke | Endura Racing | a 16"    |

### 2ª tappa
- 4 marzo: Murcia – Cronometro individuale – 12,3 km

Risultati
| Pos. | Corridore            | Squadra       | Tempo  |
| ---- | -------------------- | ------------- | ------ |
| 1    | Aleksandr Serov      | RusVelo       | 13'46" |
| 2    | Jonathan Castroviejo | Movistar Team | s.t.   |
| 3    | Alexander Wetterhall | Endura Racing | a 3"   |

| Pos. | Corridore              | Squadra       | Tempo    |
| ---- | ---------------------- | ------------- | -------- |
| 1    | Nairo Quintana         | Movistar Team | 5h06'10" |
| 2    | Jonathan Tiernan-Locke | Endura Racing | a 6"     |
| 3    | Wout Poels             | Vacansoleil   | a 9"     |

## Evoluzione delle classifiche
| Tappa              | Vincitore          | Classifica generale | Classifica scalatori | Classifica a punti   | Classifica sprint | Classifica a squadre |
| ------------------ | ------------------ | ------------------- | -------------------- | -------------------- | ----------------- | -------------------- |
| 1ª                 | Nairo Quintana     | Nairo Quintana      | Tomasz Marczyński    | Nairo Quintana       | Alejandro Marque  | Movistar Team        |
| 2ª                 | Aleksandr Serov    | Nairo Quintana      | Tomasz Marczyński    | Jonathan Castroviejo | Alejandro Marque  | Movistar Team        |
| Classifiche finali | Classifiche finali | Nairo Quintana      | Mauro Santambrogio   | Jonathan Castroviejo | Alejandro Marque  | Movistar Team        |

## Classifiche finali

### Classifica generale
| Pos. | Corridore              | Squadra       | Tempo    |
| ---- | ---------------------- | ------------- | -------- |
| 1    | Nairo Quintana         | Movistar Team | 5h06'10" |
| 2    | Jonathan Tiernan-Locke | Endura Racing | a 6"     |
| 3    | Wout Poels             | Vacansoleil   | a 9"     |
| 4    | Sergio Pardilla        | Movistar Team | a 15"    |
| 5    | Jonathan Castroviejo   | Movistar Team | a 21"    |
| 6    | Samuel Sánchez         | Euskaltel     | a 22"    |
| 7    | Johnny Hoogerland      | Vacansoleil   | a 25"    |
| 8    | Robert Gesink          | Rabobank      | a 33"    |
| 9    | Bartosz Huzarski       | Team NetApp   | a 47"    |
| 10   | Paul Voss              | Endura Racing | a 1'24"  |

### Classifica a punti
| Pos. | Corridore            | Squadra       | Punti |
| ---- | -------------------- | ------------- | ----- |
| 1    | Jonathan Castroviejo | Movistar Team | 28    |
| 2    | Nairo Quintana       | Movistar Team | 25    |
| 3    | Aleksandr Serov      | RusVelo       | 25    |
| 4    | Wout Poels           | Vacansoleil   | 20    |
| 5    | Robert Gesink        | Rabobank      | 19    |

### Classifica scalatori
| Pos. | Corridore               | Squadra       | Punti |
| ---- | ----------------------- | ------------- | ----- |
| 1    | Tomasz Marczyński       | Vacansoleil   | 12    |
| 2    | Nairo Quintana          | Movistar Team | 10    |
| 3    | Jonathan Tiernan-Locke  | Endura Racing | 8     |
| 4    | Wout Poels              | Vacansoleil   | 6     |
| 5    | Julián Sánchez Pimienta | Caja Rural    | 6     |

### Classifica sprint
| Pos. | Corridore         | Squadra     | Punti |
| ---- | ----------------- | ----------- | ----- |
| 1    | Alejandro Marque  | Carmim-Prio | 6     |
| 2    | Cesare Benedetti  | Team NetApp | 2     |
| 3    | Tomasz Marczyński | Vacansoleil | 2     |
| 4    | Francisco Antón   | Burgos BH   | 2     |

### Classifica a squadre
| Pos. | Squadra                          | Tempo     |
| ---- | -------------------------------- | --------- |
| 1    | Movistar Team                    | 15h19'06" |
| 2    | Vacansoleil-DCM Pro Cycling Team | a 55"     |
| 3    | Endura Racing                    | a 2'43"   |
| 4    | Team NetApp                      | a 5'09"   |
| 5    | Caja Rural                       | a 6'01"   |